# Otocepheus bajau
Otocepheus bajau är en kvalsterart som beskrevs av Sandór Mahunka 2000. Otocepheus bajau ingår i släktet Otocepheus och familjen Otocepheidae. Inga underarter finns listade i Catalogue of Life.